# Bellingshausen-tenger
A Bellingshausen-tenger az Antarktiszi-félsziget nyugati oldala mentén terül el. Területe 487 000 km2, maximális mélysége eléri a 4500 m-t.
Nevét Fabian Gottlieb von Bellingshausen admirálisról kapta, aki 1821-ben fedezte fel a környéket.
A késő pliocén korszakban, körülbelül 2,15 millió évvel ezelőtt, a körülbelül 1-4 km átmérőjű Eltanin-aszteroida a Bellingshausen-tenger szélét sújtotta. Ez az egyetlen ismert hatás egy mélytengeri medencében a világon.

## Fordítás
- Ez a szócikk részben vagy egészben  a   Bellingshausen Sea című angol Wikipédia-szócikk ezen változatának fordításán alapul.  Az eredeti cikk szerkesztőit annak laptörténete sorolja fel. Ez a jelzés csupán a megfogalmazás eredetét és a szerzői jogokat jelzi, nem szolgál a cikkben szereplő információk forrásmegjelöléseként.